# Android 10
Android 10 (nome in codice Q) è la decima major release e la diciassettesima versione del sistema operativo per dispositivi mobili Android, distribuita il 3 settembre 2019.
Da agosto 2020 a settembre 2021 e, di nuovo, a maggio 2023 è stata la versione più diffusa di Android, raggiungendo un picco di diffusione del 43,13% a gennaio 2021 ed uno del 47% a maggio 2023.

## Cronologia
Il 13 marzo 2019, Google ha pubblicato la prima beta di Android Q (così era noto in fase di sviluppo) esclusivamente sui telefoni Pixel, compresi i dispositivi Pixel e Pixel XL di prima generazione il cui supporto è stato esteso a causa della grande richiesta
Il 7 maggio, la Beta 3 venne distribuita e la beta venne estesa a 14 dispositivi partner di 11 produttori diversi, il doppio dei dispositivi rispetto alla beta di Android Pie. L'accesso della versione beta a Huawei Mate 20 Pro venne vietato il 21 maggio 2019 a causa delle sanzioni del governo statunitense nei confronti dell'azienda cinese Huawei, ma è stato poi ripristinato il 31 maggio.
Il 5 giugno, Google ha pubblicato la Beta 4 con le API Q e Android SD (livello API 29) finalizzate. Anche gli aggiornamenti dinamici del sistema (DSU) sono inclusi nella Beta 4. L'aggiornamento dinamico del sistema consentiva ai dispositivi Android "Q" di installare temporaneamente un GSI (Generic System Image) per provare una versione più recente di Android. Una volta terminato il test, per tornare alla versione Android standard, l'utente doveva semplicemente riavviare il proprio dispositivo.
Il 10 luglio, Google ha pubblicato la Beta 5 con l'ultimo SDK dell'API 29 e le ultime ottimizzazioni e correzioni di bug.
Il 7 agosto, Google ha pubblicato la Beta 6, versione candidata per i test.
Il 22 agosto, Google ha annunciato che Android "Q" sarebbe divenuto ufficialmente Android 10, terminando la pratica (analoga a molte versioni di Linux) di nominare le versioni di Android con nomi in ordine alfabetico, in questo caso di dessert; il motivo di tale cambiamento è dovuto al fatto che molti dolci erano sconosciuti e difficili da pronunciare in molte lingue.
Il 3 settembre, Google mette a disposizione Android 10 su tutti i Google Pixel e quasi simultaneamente anche come Open Beta su OnePlus 7, OnePlus 7 Pro e su Redmi K20 basato su MIUI 10 (quest'ultimo solo in Cina).

## Funzionalità
Le funzioni di Android 10 includono:
- Supporto nativo per telefoni pieghevoli[8][19][20]
- Personalizzazioni dell'interfaccia utente nuove e migliorate con temi, icone e caratteri variabili (in Android Stock)
- Consente agli utenti di controllare quando le app hanno il permesso di vedere la loro posizione: mai, solo quando l'app è in uso (in esecuzione) o sempre (quando è in background).
- Nuove autorizzazioni per accedere a foto di sfondo, video e file audio
- Registratore schermo integrato
- Le app in background non possono più saltare in primo piano.
- Miglioramento della privacy: accesso limitato a identificatori di dispositivi non resettabili
- Condivisione di scorciatoie, che consentono di condividere direttamente contenuti con un contatto
- Pannello delle impostazioni mobili, che consente di modificare le impostazioni di sistema direttamente dalle app
- Formato di profondità dinamica per le foto, che consente di cambiare la sfocatura dello sfondo dopo aver scattato una foto
- Supporto per il codec video AV1, il formato video HDR10+ e il codec audio Opus
- Un'API MIDI nativa, che consente l'interazione con i controller di musica
- Migliore supporto per l'autenticazione biometrica nelle app[21]
- Supporto per il protocollo di sicurezza Wi-Fi, WPA3.